# F. Joseph Donohue
F. Joseph Donohue (* 15. Januar 1900 in Pennsylvania; † 4. April 1978 in Washington, D.C.) war ein US-amerikanischer Politiker. In den Jahren 1952 und 1953 war er als Präsident des Board of Commissioners Bürgermeister der Bundeshauptstadt Washington, D.C.
Die Quellen geben über das Leben von F. Joseph Donohue nicht viel Aufschluss. Seine Lebensdaten liegen im Dunklen. In der Liste der Vorsitzenden des Board of Commissioners der Bundeshauptstadt wird angegeben, er sei in Pennsylvania geboren. Er muss aber zumindest zeitweise in Washington D.C. gelebt haben. Beruflich war er Rechtsanwalt und politisch gehörte er der Demokratischen Partei an. In den Jahren 1952, 1960 und 1964 nahm er als Delegierter an den jeweiligen Democratic National Conventions teil.
1952 wurde Donohue Mitglied des aus drei Personen bestehenden Gremiums Board of Commissioners, das die Stadt Washington regierte. Innerhalb dieser Gruppe wurde er zum Vorsitzenden bestimmt. In dieser Eigenschaft übte er faktisch das Amt des Bürgermeisters aus, auch wenn dieser Titel zwischen 1871 und 1975 offiziell nicht benutzt wurde. Diesen Posten bekleidete er zwischen 1952 und 1953. Nach dem Ende seiner Zeit als Leiter des Board of Commissioners von Washington praktizierte er wieder als Anwalt. 